# Forever... The EP
Forever... The EP é um EP contendo várias faixas bônus internacionais do remix/álbum de estúdio de Lisa "Left Eye" Lopes, Eye Legacy. Foi lançado para o eMusic e está disponível no iTunes na Austrália.

## Faixas
| N.º | Título                                                            | Origem                                                | Duração |  |
| 1.  | "Forever (Remix)" (featuring Shamari DeVoe)                       | Usado no lugar da versão original na edição americana | 3:58    |  |
| 2.  | "By the Way" (participação de Egypt)                              | RU                                                    | 4:47    |  |
| 3.  | "Cherry Cherry (Remix)"                                           | Japão                                                 | 4:02    |  |
| 4.  | "Crank It (HWT Remix)" (participação de Reigndrop Lopes)          | RU                                                    | 3:52    |  |
| 5.  | "Block Party (Remix)" (participação de Lil Mama e Clyde McKnight) | iTunes                                                | 4:04    |  |